# 潞州之戰
潞州之戰是五代十國時期後梁開平元年（907年）至開平二年（908年）後梁進攻潞州卻被晉王李克用擊敗的一場戰役。

## 背景
唐朝天佑三年（906年）八月，晉王李克用趁著梁王朱全忠進攻滄州（治清池，今河北沧州市东南）之時攻佔潞州（治上党，今山西长治市），並派昭義節度使李嗣昭駐守。

## 開戰
天佑四年（開平元年，907年）五月，剛剛稱帝建立後梁一個月的朱全忠（即位为梁太祖）派陝州節度使康懷貞率領8萬與魏博（治魏州，今河北大名县东北）士兵一同進攻潞州。六月，後梁軍隊來到潞州並進攻，李嗣昭与节度副使李嗣弼率领潞州守軍選擇固守城池，並不出戰。後梁軍隊昼夜攻城，圍困半月也未能攻佔，于是筑垒连营。此時李克用派行營都指揮使周德威、馬軍都指揮使李嗣本、馬步都虞侯李存璋、先鋒指揮使史建瑭、鐵林都指揮使安元信、橫沖指揮使李嗣源從晉陽出發前往馳援潞州。
八月初，周德威來到余吾（今山西屯留县西北），康懷貞派輕騎都頭秦武攻擊周德威，但被周德威擊敗。八月十二日，梁太祖贬康怀贞为行营都虞候，派亳州刺史李思安为潞州行营都统，從河北馳援康懷貞。李思安軍隊順利來到潞州並參與攻城戰。李思安在外围增筑深沟高垒，与康懷貞部形成“夹寨”。同時，後梁還派太行山以東的百姓運糧到潞州前線。周德威得知，屢次派軍隊騷擾運糧隊。李思安为保粮运，又从东南山口修筑甬道通夹寨。
十一月，李克用派李存璋進攻晉州（治白马城，今山西临汾）和洺州（治永年县，今河北省邯郸市永年区东南）。十二月十九日，梁太祖派河中（今山西永济市西蒲州镇）和陝州（今河南三门峡市旧陕县）兵馳援晉州。
開平二年（908年）正月，晉王李克用去世，李存勗繼承晉王爵位。周德威暫時撤退至亂柳（今山西沁县南）。後梁攻城軍隊此時有大批軍人逃亡。三月初十，梁太祖來到澤州（今山西晋城市），又改匡国军节度使劉知俊为潞州行营招讨使，並派使者前往潞州勸說投降，結果使者被李嗣昭所殺。梁太祖大怒，下令劉知俊攻城。梁太祖此時又返回京城。
四月，李存勗與周德威從晉陽出發馳援潞州。五月初一凌晨，增援的晉軍在三垂崗（今山西潞城县西南）偷襲並大敗攻城的後梁軍，梁军睡梦中突然遭晋军攻击，惊慌而乱。晋军乘势分兵两路，周德威率兵攻西北角，李嗣源率军攻东北角，填沟烧寨，擂鼓呐喊而入。后梁军大败，上萬後梁軍隊被消滅，後梁的招讨使符道昭被殺，潞州解圍。